# Перевізник (фільм)
«Переві́зник» (англ. Transporter) — французький кримінальний бойовик, прем'єра якого відбулася в США 11 жовтня 2002 року. У фільмі в ролі Френка Мартіна знявся Джейсон Стейтем, який сам виконував свої власні трюки. Акторка Шу Ці грає Лаї Квай, кохану Мартіна.

## Сюжет
Колишній спецпризначенець Френк Мартін живе тихим життям на узбережжі південної Франції, наймаючись «перевізником», який перевозить вантаж або людей із пункту А в пункт Б і не ставить запитань.
Він виконує ці загадкові й іноді небезпечні завдання у своєму BMW E38 735iL і слідує трьом суворим правилам, які він ніколи не порушує:
1. Ніколи не змінюй умови угоди
2. Жодних імен
3. Ніколи не дивись, що везеш́

Нове «перевезення» Френка не виглядає нічим відмінним від інших нескінченних перевезень. Його наймає американець, відомий лише як «Волл-стріт». Усе починається, як звичайно, але потім Френк зупиняється на шляху, щоб змінити зіпсовану шину, і помічає, що «вантаж» ворушиться. Порушуючи правило № 3, Френк відкриває сумку і з подивом бачить у ній зв'язану жінку. Її звуть Лаї, і відкривши сумку, Френк став ціллю для вбивства.
Френк досить швидко порушує інші два правила і дізнається від своєї компаньйонки про нелегальну контрабанду людьми, якою керує батько Лаї. У кінці фільму Френкові вдається перехопити контейнер, повний іммігрантів, а Лаї доводиться вбити свого батька.

## Машина
У фільмі Френк Мартін досить точно ідентифікує свою машину як BMW 735iL 1999 року. У коментарі на DVD, Стейтем стверджує, що машина є BMW 750iL 1999 року з ручною коробкою передач і двигуном V12. Запалювання машини не працювало без введення тризначного коду на клавіатурі. Машину Френк втрачає на стоянці, коли люди Волл-стріта намагаються підірвати його. Натомість Френк забирає Mercedes-Benz W140 з гаража Волл-Стріта.

## У ролях
- Джейсон Стейтем — Френк Мартін
- Шу Ці — Лаї Квай
- Метт Шульц — Деррен «Волл-стріт» Беттенкурт
- Франсуа Берлеан — інспектор Тарконі
- Рік Янг — містер Квай
- Дуг Ранд — Лідер
- Дідьє Сент-Мелін — Бос

## Цікаві факти
- На думку багатьох фанів, фільм був натхненний короткими фільмами «У прокат з водієм BMW», де професійний водій Клайв Овен одягнений в аналогічний костюм.
- Усі сцени з використанням бойових мистецтв були виконані самим Стейтемом, який займався ними з дитинства.
- Назва фільму і первинні титри повільно матеріалізуються на екрані серед блискучих іскор, мабуть, нагадуючи глядачам про транспортерів із «Зоряного шляху».
- Багато фанів вважають, що Френк також є персонажем у фільмі «Співучасник». На початку «Співучасників» перевізник, якого також грає Стейтем, привозить дипломат Вінсенту, найманому вбивці.

## Кіноляпи
- У першій сцені, коли машина йде від поліції в промзоні, у машини то відірване праве дзеркало заднього виду, то воно з'являється на своєму місці.
- У фільмі кажуть, що машина у Френка BMW 735 E38 1999 року випуску, але в 1998 році відбувся рестайлінг кузова Е38 (були видозмінені передні фари і задня частина машини, а також салон і деякі частини обважень) і дорестайлинговий перестали випускати. Однак у фільмі саме дорестайлінгової BMW E38. Якщо у Френка машина була саме 1999 р. в., То вона повинна була бути рестайлінгова.
- Сцена викрадення Френком «Мерседеса»: коли «Мерседес» пробиває фанерні ворота, грати облицювання радіатора все ще знаходиться на своєму місці. У наступному кадрі решітка вже перекошена.
- Сцена вибуху «дипломата» в машині Френка: якщо придивитися, то можна побачити, що центр вибуху знаходиться під днищем машини, тоді як «дипломат» з вибухівкою лежить на задньому сидінні.
- Після проколу заднього правого колеса він ставить запаску на штампуванні, а в наступному кадрі біля кав'ярні стоїть литий диск.

## Саундтрек до фільму
Треклист:
- 1. Boogie 2Nite — Tweet
- 2. I Got Love — Nate Dogg
- 3. Live Big (Remix) — Sacario Featuring Angie Martinez & Fat Joe
- 4. Muzik — Knoc-Turn'al
- 5. If I Could Go — Angie Martinez Featuring Lil Mo & Sacario
- 6. Be All Right — Tamia
- 7. Scream AKA Itchin — Missy Elliott
- 8. Funny — Gerald Levert
- 9. I'm Cool — Hustlechild
- 10. One On One — Keith Sweat Featuring Lola Troy And Lade Bac (5:01)
- 11. Bad Girls — 4Bidn
- 12. Life Of A Stranger — Nadia
- 13. Mission
- 14. Transfighter — Replicant
- 15. Fighting Man — Dj Pone & Drix
- 16. Franck Tries To Leave